# Río Querarí
El río Querarí es un curso de agua amazónico, tributario del río Vaupés. El río surge en el departamento colombiano del Vaupés, fluye hacia el sureste y forma parte de la frontera entre Colombia y Brasil, donde desemboca en el Vaupés.